# Дипломатски пасош
Дипломатски пасош је посебна путна исправа која се издаје државним представницима и другим лицима са дипломатским статусом у циљу заштите и доказивања дипломатског статуса. Намена и природа ове путне исправе су дефинисани правилима међународног јавног права. Основни документи којима се регулише статус носиоца дипломатског пасоша су Бечка конвенција о дипломатским односима из 1961. године, а када се ради о међународним дипломатама у систему Уједињених нација, Општа конвенција о привилегијама и имунитетима УН из 1946. године. Носилац дипломатског пасоша има пуни дипломатски имунитет и дипломатске привилегије у држави у којој врши своје функције или у којој службено борави. Статус лица са овим документом при неслужбеном боравку у трећој држави је регулисан пре свега со домаћим правом и праксом те државе.
Поред чланова дипломатског кора, чланови њихових породица које су део истог домаћинства у држави акредитације исто тако поседују дипломатски пасош и ако је то предвиђено домаћим законодавством исти поседују и дипломатске личне карте или легитимације које се издају лицима са дипломатским статусом.
Дипломате Уједињених нација и специјализованих агенција на УН-а поседују посебан вид на дипломатског пасоша Уједињених нација United Nations Laissez-Passer. Таква путна исправа се издаје сагласно члану VII од Опште конвенције о привилегијама и имунитетима УН из 1946. године. У овом документу је изричито формулисано да се дипломатски статус и коришћење дипломатских привилегија и имунитета даје искључиво у функцији вршења дужности и функција међународне организације.
Слични вид путне исправе је службени пасош. Службени имунитети и службене привилегије су садржане у Конвенцији о конзуларним односима из 1963. године.
У Републици Србији је Правилником Министарства спољних послова регулисано које категорије могу поседовати дипломатски пасош. Поред дипломатског персонала министарства спољних послова, односно лица са статусом од аташеа и секретара до саветника и амбасадора, дипломатски пасош поседују Председник Републике, Премијер, министри у Влади, Председник скупштине и председници највиших право-судних тела Републике Србије, највиши органи безбедносних и обавештајних служби, као и друга лица којима се дипломатски статус даје дискреционим правом у циљу вршења послова од интереса за Републику Србију у иностранству.

## Галерија
- Дипломатски пасош Републике Србије
- Пасош УН-а
- Дипломатски пасош Немачке
- Дипломатски пасош САД
- Дипломатски пасош Велике Британије
- Дипломатски пасош Руске Федерације